# Pius IV
Pius IV (llatí: Pius PP. IV)  (Milà, 31 de març de 1499 - Roma, 9 de desembre de 1565), nascut Giovanni Angelo Medici di Marignano, va ser papa entre 1559 i 1565. Investit amb ajuda del monarca espanyol, va col·laborar al Concili de Trento, va reformar els seminaris i endurir la llista de llibres prohibits considerats com a perillosos per a la fe catòlica. Va millorar les relacions entre l'església i les cases reials de França i Espanya gràcies a les aliances de la seva família, els Mèdici.

## Biografia
Giovanni Angelo Medici va néixer a Milà. El seu pare, Bernardino Medici de Nosigia, pertanyia a una família que es creia relacionada de lluny amb els Médici de Florència de la branca llombarda. La mare, Cecilia Serbelloni, era filla de Giovanni Gabriele, membre del Senat de Milà. Va ser germà del condottiere Gian Giacomo Medici.
Malgrat el nom famós, la família del pare no pertanyia a l'aristocràcia i no tenia relació de parentiu amb els Medici. El pare, Bernardino Medici, residia en un edifici situat al districte de Nosigia de Milà; la família va liderar un nivell de vida just per sobre de la mitjana. El pare era un cobrador d'impostos i un prestamista. Fins i tot la seva mare, Cecilia, pertanyia a una família que no podria dir-se que és completament noble: de fet, el seu pare era un advocat, que pertany a una família de notaris.
Giovanni Angelo va estudiar filosofia a la Universitat de Pavia. A continuació, va assistir als cursos de dret a la de Bolonya, on es va graduar in utroque iure (11 de maig de 1525). Es va convertir en un reputat jurista expert. A l'edat de 28 anys, va decidir entrar al servei de l'Església i anar-se a Roma on va arribar el 26 de desembre de 1527. Va tornar a Llombardia el 1528, on va ser arxipreste de Mazzo di Valtellina fins al 1529, quan Climent VII (1523-1534), un parent llunyà, el va cridar a Roma i el va nomenar protonotari apostòlic el 26 de desembre de 1529.
Les seves qualitats com un treballador incansable, i la capacitat de gestionar assumptes, el van portar a rebre la més alta consideració del successor del papa Climent, el Pau III (1534-1549). Al mateix temps, el 1545 el seu germà Gian Giacomo Medici es va casar, amb l'aprovació de Pau III, amb una dona de la família Orsini. Amb aquest matrimoni, la família Medici va aliar-se als poderosos prínceps Orsini i ascendir als nivells superiors de l'aristocràcia italiana. També es va convertir en un parent de Pau III, l'àvia materna del qual era Caterina Orsini dels ducs de Gravina. Va ser Pau III qui el va crear cardenal el 1549. Una altra conseqüència indirecta va ser que els Medici de Florència va començar a anomenar-se familiars de Giovanni Angelo per raons òbvies de prestigi, especialment després de l'elecció d'aquest.
Sota Juli III (1550-1555), va ser nomenat prefecte de la Signatura de Gràcia, llegat de la Romanya (1551) i governador de Campània i Marittima (1552). Als conclaves de 1555, es va aliar amb la facció antifrancesa.
Sota el papa Pau IV (1555-1559), la seva posició s'esquerdà, i preferí sortir de Roma (estiu 1558). Va passar un període a la Llombardia i, a continuació, a la Toscana, on va tractar de guarir la gota que l'afligia, i va participar en tots els conclaves (quatre) que van tenir lloc en els anys entre 1549 i 1559 (1549, abril i maig de 1555 i 1559).

### El conclave de 1559
Giovanni Angelo Medici va ser elegit papa el 25 de desembre de 1559, dia de Nadal. El 6 de gener de 1560, dia de l'Epifania, va ser coronat a la Capella Paulina pel degà del Col·legi Cardenalici, Alessandro Farnese. Pius IV va ser el quart cardenal entre els creats per Pau III (1534-1549) per convertir-se en papa. El conclave es va obrir el 5 de setembre i va tancar el 25 de desembre, durant 112 dies: va ser el més llarg després de més de dos segles. Per trobar-ne un de més llarg, cal retrocedir fins als anys 1314-1316 (elecció de Joan XXII).

### El pontificat

#### El Concili de Trento
El 29 de novembre de 1560 Pius IV va publicar la butlla Ad ecclesiae regimen amb la qual es va obrir la tasca del Consell Ecumènic, la convocatòria dels pares conciliars a Trento el 18 de gener de 1562. La represa del Concili requerí llargues negociacions entre Roma i les principals potències catòliques (Espanya, Imperi i França). Les tres potències es van dividir: per una banda, l'emperador Ferran I d'Àustria i la reina consort de França Caterina de Mèdici, volien la convocatòria d'un nou concili en una ciutat diferent de Trento. Per contra, el rei d'Espanya, Felip II desitjava que la continuïtat de les assemblees anteriors fos afirmada explícitament en la butlla. La butlla va anunciar la convocatòria del concili, però sense afirmar explícitament la continuïtat amb les sessions anteriors.
Abans que es reprenguessin els treballs, Pius IV va ordenar un nou judici al cardenal Giovanni Gerolamo Morone (pres per Paul IV amb càrrecs d'heretgia), que va acabar amb la seva plena absolució. Completament rehabilitat, Pius IV va enviar el cardenal a Trento per dirigir les últimes sessions del Concili com a legat papal el 1563.
Finalment, Pius IV va tancar el Concili de Trento el 4 de desembre de 1563. Els decrets del Concili van ser confirmats pel pontífex al Consistori del 26 de gener de 1564 i publicats el 30 de juny següent (butlla Benedictus Deus). Amb la constitució apostòlica Alias Nos del 2 d'agost, el pontífex va nomenar un grup de vuit cardenals encarregats de revisar i avaluar els decrets: la Congregació del Concili. Anteriorment, el 24 de març, havia aprovat el nou Índex de Llibres Prohibits (butlla Dominici gregis custodiae). El 13 de novembre de 1564, el pontífex va aprovar, amb la butlla Iniunctum nobis, el "Credo tridentí" (Professio fidei Tridentinae), afirmant amb aquest acte la suprema autoritat papal dins de la comunitat eclesial. Finalment, el 24 de febrer de 1565 va publicar la butlla In principis apostolorum sede, amb el qual es van revocar expressament tots els privilegis, exempcions i immunitats de qualsevol títol, que estiguessin en conflicte amb les normes del Concili.
La Professio es va mantenir sense canvis fins al 1877.

#### La lluita contra els «heretges» i la defensa del cristianisme
A França, el perill d'un cisma dels hugonots s'acostava. Per derrotar-los, Pius IV va donar suport a la lluita del rei de França contra ells en oferir tropes i diners. El pontífex va queixar-se a la reina d'Anglaterra Isabel I per a la discriminació contra els catòlics anglesos. Per contra, va concedir la rosa daurada a Maria Stuart, la reina catòlica d'Escòcia. Ana de Bohèmia i Hongria, muller de Ferran I d'Habsburg, també va rebre la Rosa d'Or. Per defensar els cristians del nord d'Àfrica, va organitzar una expedició militar a Gerba

#### Relacions amb les institucions de l'Església
Per regular l'Inquisició, Pau IV publicà quatre constitucions apostòliques: Pastoralis Officii (14 d'octubre de 1562), Cum inter crimina del 27 de desembre de 1562 i Cum per nos del 1564. El 10 de març de 1561 va publicar la butlla Sacrosanta Romana Ecclesia amb la qual va reconèixer el miracle eucarístic de Morrovalle, que va tenir lloc a la ciutat homònima de les Marques l'abril de 1560.
L'1 d'octubre de 1561 va aprovar la fundació de l'Orde de Sant Esteve, papa i màrtir, creada per Cosme de Mèdici, duc de Florència i Siena (breu Eximiae devotionis). El següent, l'1 de febrer de 1562 va aprovar l'Estatut, consagrant-lo sota la regla benedictina (butlla His, quae pro Religionis propagatione). L'1 de març de 1564: imposà als bisbes la presència eficaç en les seves diòcesis. El pontífex va prohibir la reelecció de les mateixes persones al provincial, excepte la causa urgent (constitució apostòlica Sedis Apostolicae, del 14 de setembre de 1565).

#### Decisions en matèria teològica
El 1562 la Inquisició va condemnar el francès Odet de Coligny de Châtillon, creat cardenal pel papa Climent VII (1523-1534), el qual en 1560 va abraçar la Reforma protestant. El 31 de març de 1563, Pius IV va confirmar la seva condemna d'heretgia amb l'excomunió. El 24 de març de 1564 va publicar la butlla Dominici Gregis Custodiae amb la qual va reafirmar la prohibició de l'evocació dels morts, ja afirmada pel Concili de Florència el 1439, considerada com una pràctica màgica.

#### Decisions en matèria litúrgica
Pius IV va abolir la reforma disciplinària dels convents i monestirs del seu predecessor Pau IV (1555).

#### Relacions amb els jueus
El 27 de febrer de 1562, Pius IV va publicar la butlla Dudum felicis amb el qual va confirmar les dures mesures del seu predecessor Pau IV contra els jueus. Per contra, va augmentar la grandària del gueto romà i es va comprometre a obrir botigues als afores de les muralles, per afavorir els jueus. Posteriorment, no obstant això, va renunciar a aquest assumpte a conseqüència de l'emperador Ferran I d'Habsburg. Pius IV va permetre als jueus fer còpies impreses del Talmud, fins i tot si el nom de l'impressor que apareixia a la portada era cristià.

#### Canonització
El 1560 va proclamar beat a Gonzalo d'Amarante (1186-1260), un religiós i predicador portuguès.

#### Altres documents del pontificat
Després del tancament del Concili, Pius IV va emetre altres mesures. Va començar la compilació del primer Catecisme de l'Església Catòlica (tot i que no començaria a imprimir-se fins al 1566). Va fer preparar la reforma del breviari romà i del missal. Va també iniciar la revisió de la Vulgata, la traducció al llatí de la Bíblia. A aquest efecte, va nomenar una comissió de cardenals (1561), que va començar la recopilació d'importants manuscrits. El 20 de gener de 1564 va publicar la famosa «Butlla del perdó», dirigida a la comunitat de Melegnano. El 1564 va establir que, a totes les universitats dels països catòlics, els estudiants, abans de graduar-se, havien de fer una professió de fe d'acord amb els ensenyaments del Concili de Trento (butlla In Sacrosanta). Els excomunicats, ateus i professors de qualsevol religió fora del catolicisme van quedar exclosos del títol de qualsevol facultat. Amb la butlla Sedes Apostolica Gratiarum Abundantissima Mater (22 de febrer de 1564) va concedir al col·legi de metges de l'Studium d'Urbino la facultat d'expedir els graus .
Va emetre algunes disposicions importants. Entre elles el 22 de març de 1560 es va confirmar el privilegi del municipi d'Ancona de tenir les farmàcies locals inspeccionades pels seus propis metges i conservadors i no pel protomèdic de Roma

#### Promoció de les arts, arquitectura i ciències a Roma
El 1561 el Pontífex va completar la construcció, dins dels jardins del Vaticà, de Villa Pia, encarregada pel seu predecessor Pau IV. El 1565 va ordenar la construcció de tres nous camins al nord del Passetto, creant així un nou districte. Avui es diu el Borgo. Els tres carrers van ser anomenats respectivament: Borgo Pio (pel nom del pontífex), Borgo Vittorio (en record de la victòria de Lepant) i Borgo Angelico (d'Angelo, el nom del baptisme del Papa). Davant de les restes de les Termes de Dioclecià va fer erigir la basílica de Santa Maria des Àngels i dels Màrtirs erigits (butlla del 27 de juliol de 1571).
Pius IV es va revelar un generós mecenes. Entre els grans artistes dels quals va ser encarregat s'inclouen Miquel Àngel Buonarroti, Daniele da Volterra i Giovanni da Udine. Una de les seves obres més significatives és la Porta Pia, construïda entre 1561 i 1564 en un projecte de Miguel Ángel, que substitueix l'antiga Porta Nomentana, al final de l'avinguda Pia.
El pontífex també va facilitar l'art de la impressió en establir el 1561 la Impremta del poble romà. Paolo Manuzio, el tercer fill d'Aldo, va ser cridat per dirigir-lo. Posteriorment, el pontífex també va concedir el privilegi d'impremta a altres tallers tipogràfics. En uns anys, Roma es va convertir en la segona ciutat per a la producció de llibres Entre altres mesures per promoure la cultura, Pius IV va encoratjar la reforma de la música sacra, aprovant l'obra de Giovanni Pierluigi da Palestrina. També va confirmar els beneficis de la Universitat de Douai, la capital cultural de Flandes.

#### Lluita contra el nepotisme
El predecessor de Pius IV, Pau IV (1555-1559), havia afavorit la seva família, els Carafa, de moltes maneres en concedir privilegis i beneficis. Pius IV va obrir una investigació sobre els familiars del seu predecessor. Molts van ser alliberats de les seves funcions, i algunes carreres van ser bloquejades. La investigació va culminar el 1560: el 30 de gener d'aquell any, el cardenal Carlo Carafa, va ser retirat del seu càrrec. El 7 de juny, Pius IV l'havia arrestat, juntament amb altres tres membres destacats de la família, per l'abús de poder exercit durant el pontificat anterior. Carles va ser acusat d'haver induït l'oncle pontífex a desencadenar una guerra sense sentit contra l'Espanya, així com l'heretgia per tractar amb el sultà turc. El germà Giovanni va ser acusat d'haver estrangulat a la seva dona per adulteri i haver matat personalment a la seva amant. Alfonso Carafa, cardenal com Carles, va ser acusat d'haver extorsionat diners del seu oncle moribund. Ferrante Carafa i Leonardo de Cárdenas també van ser arrestats.
Carlo i Giovanni Carafa van ser condemnats a mort. L'execució va tenir lloc al Castell de Sant'Angelo al març de 1561. Carles, com a cardenal, va ser executat amb el garrot, és a dir, sense vessament de sang (nit del 4 al 5 de març de 1561). A la matinada del 5 de març, el seu germà Giovanni, Ferrante Carafa i Leonardo de Cárdenas van ser decapitats. L'última sentència de mort contra un cardenal es va dur a terme el 16 de juliol de 1517, quan es va executar Alfonso Petrucci.
Entre les mesures contra el nepotisme també es pot enumerar un decret publicat el 19 de novembre de 1561. Amb això es va fixar el mandat del coadjutor. Aquest finalitzava amb la mort del pontífex que havia fet el nomenament. D'aquesta manera, el prelat no tenia dret a succeir-lo, evitant així el conclave.

### La conspiració Accolti
En 1565 es va frustrar una conspiració contra el pontífex. El novembre de 1564 els comtes Antonio Canossa i Taddeo Manfredi, els cavallers Giangiacomo Pelliccione, Benedetto Accolti (fill il·legítim del cardenal Pietro Accolti), Prospero Pittori i Giovanni da Norcia (servents del comte Manfredi), van conspirar per assassinar el pontífex. Reunits en un palau al barri de Borgo, prop de l'església de San Lorenzo in Piscibus, la nit del 6 de novembre, l'endemà van anar a visitar el Papa a la cambra de la Signatura, armats amb espases i dagues, però per alguna raó no van materialitzar l'acte. En les setmanes que van seguir, els conspiradores van tornar a demanar una audiència amb Pius IV, i van aconseguir que els rebés el 14 de desembre. La nit abans, però, el cavaller Pelliccione va anar als apartaments papals, i després de molta persuasió i insistència va obtenir l'admissió en presència del Papa, revelant l'existència de la conspiració.
Al matí del 14 de desembre, els soldats pontificis van entrar al palau del comte Manfredi, on els conspiradores dormien, aconseguint arrestar-los a tots, excepte el comte Canossa, que serà detingut quatre dies més tard a la casa d'una prostituta. Després d'interrogatoris, tortura i judici de més d'un mes, el 18 de gener es va emetre la sentència: Canossa, Manfredi i Benedetto Accolti van ser sentenciats a mort, Pelliccione es va exiliar i tots els altres van ser absolts.

### Mort i enterrament
Pius IV va morir a l'edat de 66 anys el 9 de desembre de 1565 a causa d'una febre amb les complicacions causades per una infecció urinària. Carles Borromeu i Felip Neri estaven presents al moment de la mort .
Va ser enterrat temporalment a Sant Pere, però el seu enterrament definitiu va tenir lloc el 4 de gener de 1583 al presbiteri de la basílica de Santa Maria degli Angeli.

## Diòcesis erigides per Pius IV

### Noves diòcesis
- 19 de novembre de 1561: Bisbat de Yucatán (el territori va ser pres del bisbat de Tlaxcala);
- 27 de juny de 1561: Bisbat de Santiago del Xile (el territori va ser pres dels bisbats de La Plata i de Lima) i Bisbat de Vera Paz (el territori va ser pres del bisbat de Guatemala)[21]
- 11 de setembre de 1562: Bisbat de Santafé en Nueva Granada (el territori va ser pres del bisbat de Santa Marta)
- 22 de març de 1563: Bisbat de La Imperial (el territori va ser pres del bisbat de Santiago de Xile)
- 14 de juliol de 1564: Bisbat d'Oriola (el territori va ser pres del bisbat de Cartagena).

### Elevacions al rang d'arxidiòcesi
- 9 de febrer de 1562 (butlla Super universas): Bisbat de Lanciano (elevada al rang d'arxidiòcesi sense sufragànies)
- 7 de juliol de 1563 (butlla Super universas): Bisbat d'Urbino (elevada al rang d'arxidiòcesi metropolitana)
- 22 de març de 1564 (butlla In suprema dignitatis apostolicae): Bisbat de Santafé en Nueva Granada, fundada dos anys abans pel mateix pontífex.

### Trasllats de seus
- 1561: Bisbat de Comayagua (traspàs des de Trujillo de la seu de la diòcesi d'Hondures)
- 10 de novembre de 1561: Bisbat de Montepulciano (trasllat des de Pienza)

## Consistoris per a la creació de nous cardenals
Durant el seu pontificat, el papa Pius IV va crear 46 cardenals en el transcurs de qiatre consistoriss diferents. Pius IV va confirmar les regles sobre l'elecció papal redactades per Gregori X (1271-1276) i n'aprovà de noves, recollides a la butlla In eligendis (1562) El 15 de maig de 1565 el pontífex va instituir el títol cardenalici de Santa Maria degli Angeli.

## Familiars i descendents
Giovanni Angelo va ser el segon de quatre fills: el primogènit va ser Gian Giacomo (1498-1555), qui es va dedicar a la carrera militar i que va rebre molts honors; Margherita, la germana menor, va contreure matrimoni amb el comte Giberto II Borromeo, comte d' Arona. És la mare de sant Carles Borromeu (1538-1584); la quarta filla, Clara, es va casar amb el noble austríac Wolf Dietrich von Ems zu Hohenems, reclutador i comandant de tropes mercenàries, i va ser la mare de Jacob Hannibal (1530-1587), també home d'armes.
Pius IV va crear cardenal el seu nebot, Giovanni Antonio Serbelloni, fill del germà de la seva mare. També va saber valorar els talents de l'altre nebot, Carles Borromeu, a qui també va crear com a cardenal i el va nomenar arquebisbe de Milà.
Giovanni Angelo Medici, abans d'esdevenir papa, era el pare de tres fills.

## Honors
Gran Mestre de l'orde suprem del Crist